# Bianor wunderlichi
Bianor wunderlichi là một loài nhện trong họ Salticidae.
Loài này thuộc chi Bianor. Bianor wunderlichi được Dmitri Viktorovich Logunov miêu tả năm 2001.